# 桐生六郎
桐生 六郎（きりゅう ろくろう、生年不詳 - 寿永2年9月18日（1183年10月6日））は、平安時代末期の人物。足利俊綱・忠綱父子の家人である。諱（実名）は不詳。
寿永2年2月25日に野木宮合戦に敗北した忠綱は上野国山上郷竜奥に籠った。忠綱の郎従たる六郎は忠綱にただ一人付き従って数日間隠れていたが、忠綱を諌め、山陰道を経て九州へと向かわせた。
同年9月13日、源頼朝は和田義茂（よししげ、和田義盛の弟）に俊綱の討伐を命じて、義茂は佐原義連・葛西清重・宇佐美実政と共に下野国に下った。義茂は使者を派遣して六郎と通じた。六郎は頼朝への忠節を示すべく主人たる俊綱を斬ったので、その首を持参したい旨頼朝に伝えた。 9月16日、さらに梶原景時を通じて「主君・俊綱を斬って首を持参した賞により、私を御家人としていただきたい」と頼朝に伝えた。 
9月18日、頼朝は景時に「譜第の主人を殺す所存は不当であり、いささかも賞賛すべきでない。早く誅殺せよ」と命じた。景時は六郎を斬り、その首を俊綱の首の傍らに晒した。頼朝は義茂に対し、桐生の者を含む俊綱の子息郎従で降伏してきた者を許す旨下命した。